# Ozębna

Przekrój przez ząb człowieka – ozębna oznaczona numerem 22.

Ozębna, więzadło przyzębne (łac. periodontium), desmodont (tj. więzadło przyzębia) – tkanka wypełniająca przestrzeń między cementem korzeniowym a kością wyrostka zębodołowego, łącząca jednocześnie obie struktury.
Zbudowana jest z dwóch typów tkanki łącznej: włóknistej (o układzie regularnym) oraz wiotkiej (bogatej w komórki, naczynia i nerwy).
W ozębnej można wyróżnić następujące elementy strukturalne:
1. Grube pęczki włókien kolagenowych (głównie typu I, ale także III i V oraz znikoma ilość kolagenu typu IV w błonach podstawnych naczyń krwionośnych), włókien elastycznych oraz włókien oksytalanowych, wykazujące bardzo zróżnicowany przebieg. Włókna, których jedne końce są wbudowane w cement, a drugie w kość zbitą wyrostka zębodołowego, określane są jako włókna Sharpeya, pozostałe włókna łączy splot pośredni.
2. Tkanka łączna wiotka zawiera charakterystyczne dla niej w tej lokalizacji komórki (fibroblasty, osteoblasty, osteoklasty, cementoblasty, komórki tuczne, makrofagi, zmienne ilości granulocytów i limfocytów) oraz bezpostaciową istotę międzykomórkową zawierającą glikozaminoglikany, proteoglikany i glikoproteidy.
3. Bardzo liczne naczynia krwionośne oraz naczynia limfatyczne.
4. Liczne włókna nerwowe rdzenne i bezrdzenne pochodzące z nerwów miazgi, zębodołu i dziąsła.

Uważa się, że ozębna pełni następujące funkcje:
- utrzymuje ząb w zębodole;
- amortyzuje działanie sił mechanicznych w trakcie żucia;
- wytwarza włókna, kość oraz cement, dzięki obecności fibroblastów, osteoblastów i cementoblastów;
- może resorbować kość, cement i włókna;
- odżywia ząb;
- pośredniczy przy odczuwaniu dotyku, ucisku i bólu.